# Aiguille Noire (massif de la Vanoise)
Pour les articles homonymes, voir Aiguille Noire.
Ne doit pas être confondu avec Aiguille Noire de Pramecou.
L'aiguille Noire est une montagne de France située en Savoie, dans le massif de la Vanoise. Bien qu'elle soit entourée de sentiers de randonnées et d'itinéraires de ski de randonnée dans toutes les directions, aucun d'entre eux ne mène au sommet qui s'élève à 2 885 mètres d'altitude.
La montagne est formée de l'unité du Vallaisonnay et de l'Aliet constituée de calcaires et de dolomies du Trias reposant sur le socle schisteux du Paléozoïque.

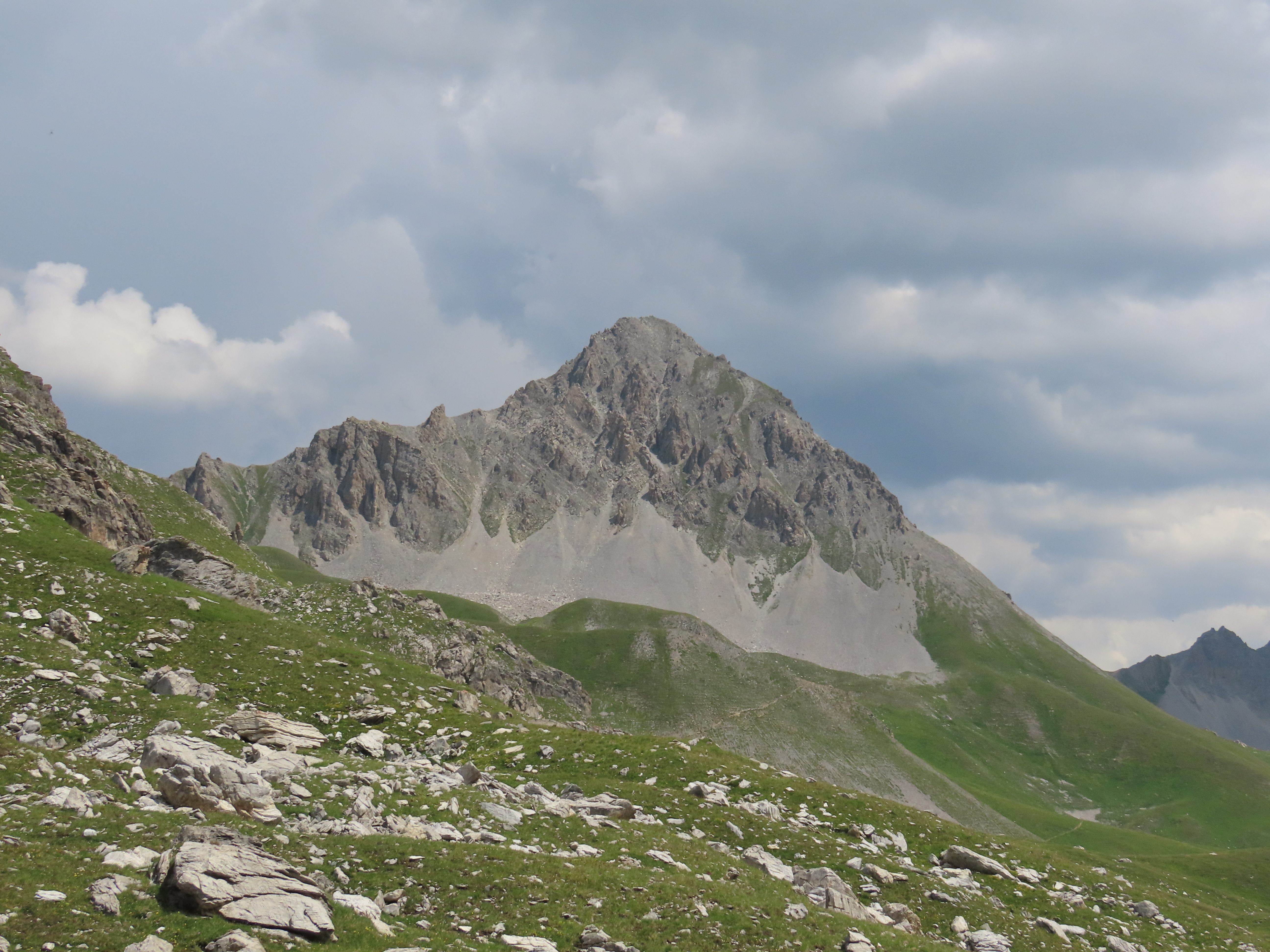
L'aiguille Noire depuis le Grand plan au sud-ouest.

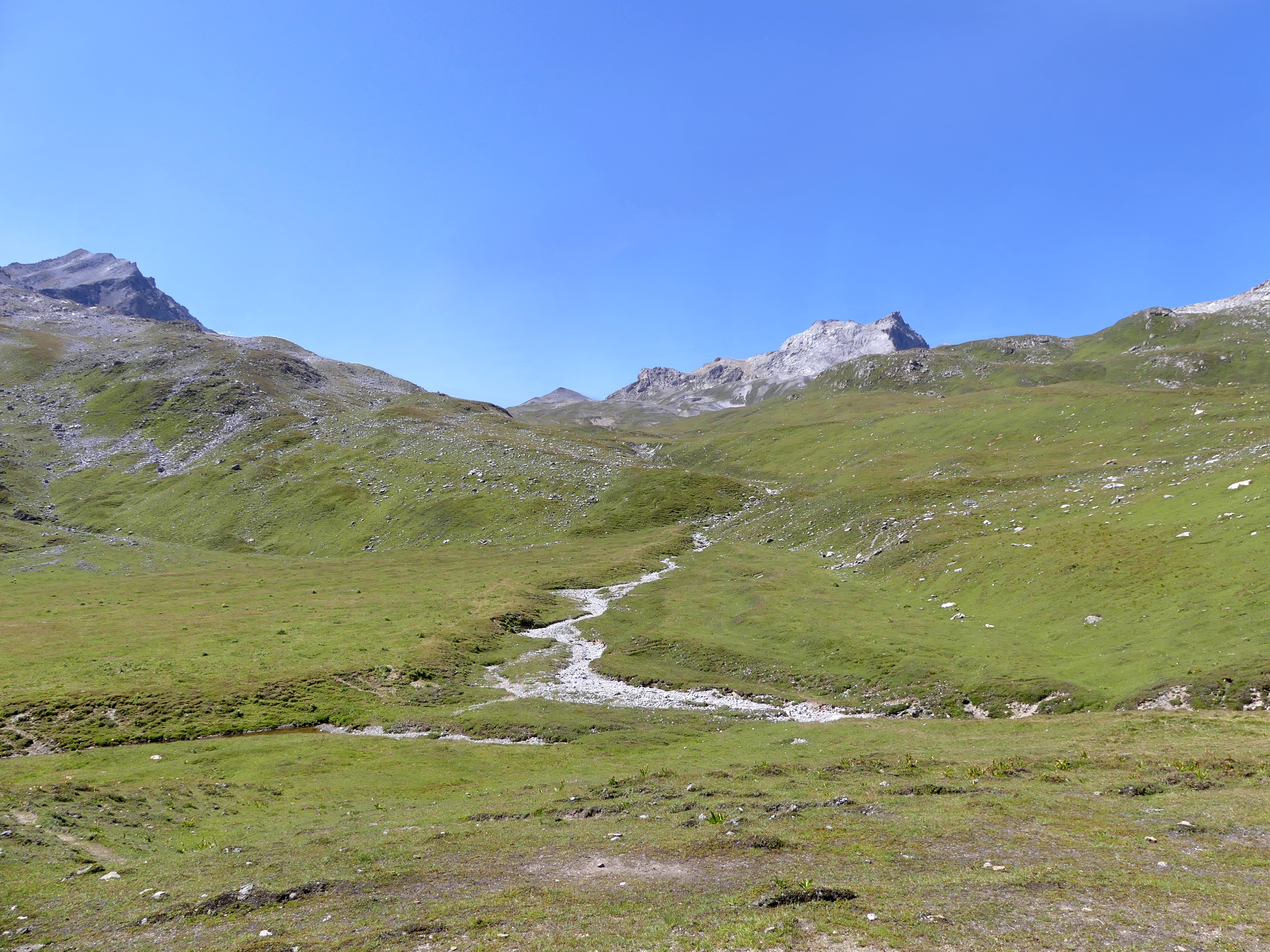
Vue depuis le nord-est du secteur du col de la Grassaz entre l'aiguille Noire à gauche et la pointe de la Vallaisonnay à droite.